# Dolphins Football Club (Nigéria)
O Dolphins Football Club foi um clube de futebol com sede em Port Harcourt, Nigéria. A equipe competiu no Campeonato Nigeriano de Futebol, sendo campeão três vezes da liga nacional.

## História
O clube foi fundado em 1988 e dissolvido em 2016.